# The Prince Who Was a Thief
The Prince Who Was a Thief is een Amerikaanse avonturenfilm uit 1951 onder regie van Rudolph Maté. Destijds werd de film in Nederland uitgebracht onder de titel De zoon van de kalief.

## Verhaal
De boosaardige Mokar wil de macht grijpen in zijn land. Hij geeft de dief Yussef de opdracht om de pasgeboren kroonprins Julna te doden. Yussef kan dat echter niet over zijn hart krijgen. Hij besluit de prins op te leiden tot dief. Als prins Julna jaren later de waarheid leert over zijn afkomst, beraamt hij samen met zijn vriendin Tina een plan om zich te wreken op Mokar.

## Rolverdeling
| Acteur          | Personage      |
| --------------- | -------------- |
| Tony Curtis     | Julna          |
| Piper Laurie    | Tina           |
| Everett Sloane  | Yussef         |
| Jeff Corey      | Emir Mokar     |
| Betty Garde     | Mirza          |
| Marvin Miller   | Hakar          |
| Peggie Castle   | Prinses Yasmin |
| Donald Randolph | Prins Mustapha |
| Nita Bieber     | Cahuena        |
| Milada Mladova  | Danseres       |
| Hayden Rorke    | Basra          |
| Midge Ware      | Sari           |
| Carol Varga     | Beulah         |